# Liste der Monuments historiques in Brécy-Brières
Die Liste der Monuments historiques in Brécy-Brières führt die Monuments historiques in der französischen Gemeinde Brécy-Brières auf.

## Liste der Immobilien
| Bezeichnung      | Beschreibung            | Standort                       | Kennzeichnung | Schutzstatus | Datum | Bild           |
| ---------------- | ----------------------- | ------------------------------ | ------------- | ------------ | ----- | -------------- |
| Kirche St-Martin | aus dem 16. Jahrhundert | Brières, rue de Savigny (Lage) | PA00078350    | Inscrit      | 1928  | weitere Bilder |

## Liste der Objekte
| Bezeichnung               | Beschreibung | Standort                                | Kennzeichnung | Schutzstatus | Datum | Bild |
| ------------------------- | ------------ | --------------------------------------- | ------------- | ------------ | ----- | ---- |
| Skulptur Johannes         |              | Brières, in der Kirche St-Martin (Lage) | PM08001331    | Inscrit      | 2020  |      |
| Skulptur Madonna mit Kind |              | Brières, in der Kirche St-Martin (Lage) | PM08001332    | Inscrit      | 2020  |      |
| Skulptur Anna selbdritt   |              | Brières, in der Kirche St-Martin (Lage) | PM08001330    | Inscrit      | 2020  |      |